# Евангелос Пецос
Евангелос Георгиу Пецос (на гръцки: Ευάγγελος Γεώργιου Πέτσος) е гръцки политик от XX век.

## Биография
Роден е в 1907 година в южномакедонския град Воден, Османската империя, в семейството на Георги Пецов, деец на гръцката пропаганда в Македония, избран в 1915 година за пръв гръцки кмет на Воден. Завършва право. Членува в Националния прогресивен съюз на центъра на Николаос Пластирас. Избран е за депутат от ном Пела в 1951 година. На следната 1952 година е избран от Воден. В 1956, 1963 и 1964 година отново е избран от Пела.
Умира от инфаркт в Атина на 1 септември 1965 година. Синът му Георгиос Пецос също е политик.